# Ivan Kuhar
Ivan Kuhar (rođ. Janoš Kühar) (Murska Sobota, 29. lipnja 1880. – Prelog, 1. svibnja, 1941. hrvatski je rimokatolički svećenik i pisac u Međimurju, slovenskog podrijetla.
Rođen je u Slovenskoj krajini (danas Prekomurje), osnovnu školu je pohađao u gradu, prvi razred građanske škole završio je 1893. godine u Donjoj Lendavi (danas Lendava). U Varaždinu završava četiri razred klasične gimnazije, dok peti i šesti razred u Zagrebu, u Klasičnoj gimnaziji. Sedmi i osmi razred pohađa u Nadbiskupskom sjemeništu, maturirao u Klasičnoj gimnaziji i ovdje završio i bogosloviju. 1905. je zaređen svećenik i 1905. – 1906. godine kapelan u Gorama. 1906. godine je bio kapelan u Hrvatskoj Kostajnici. Najprije je bio kapelan, a zatim župnik u Svetom Jurju u Trnju, u Međimurju. Nadbiskup Juraj Posilović ga je postavio za župnika u Prelogu.
Ivan Kuhar, Juraj Lajtman i Ignac Lipnjak su sastavili molitvenik Jezuš, ljubav moja na međimurskoj kajkavštini 1912. godine. Kuhar je napisao katekizam Kršćanski nauk u molitveniku. U Kuharovom zavičaju imali su još regionalni jezik u tisku i nastavi. Prekomurski jezik je vrlo sličan međimurskomu dijalektu kajkavskog narječje i Međimurci su čitali prekomurske knjige.

## Vanjske poveznice
- Turistička zajednica Grada Preloga – Priločki portreti